# Championnats du monde toutes épreuves de patinage de vitesse 2024
Navigation
Hamar 2022 2026
Les Championnats du monde toutes épreuves de patinage de vitesse 2024 se déroulent à Inzell en Allemagne du 8 au 10 mars 2024. L'événement est organisé par l'Union internationale de patinage (ISU).
Le podium récompense le patineur, respectivement la patineuse, ayant le meilleur total de points sur les combinés 500m, 1 500m, 5 000m  et 10 000m (respectivement 500m, 1 500m, 3000 m et 5000 m).
Lors de cette édition, le championnat sprint est aussi organisé les 7 et 6 mars avec un combiné de 4 courses individuelles (deux fois 500m et deux fois 1000m) .

## Palmarès

### Résultats toutes épreuves
Hommes
| Rang                      | Athlète             | Nationalité | 500m       | 5000m       | 1500m       | 10.000m      | Points         |
| ------------------------- | ------------------- | ----------- | ---------- | ----------- | ----------- | ------------ | -------------- |
| Médaille d'or, monde      | Jordan Stolz        | États-Unis  | 34,10 (1)  | 6:14,76 (7) | 1:41,78 (1) | 13:04,76 (6) | 144.740 pts WR |
| Médaille d'argent, monde  | Patrick Roest       | Pays-Bas    | 36,06 (4)  | 6:06,55 (2) | 1:43,37 (2) | 12:51,81 (2) | 145.761 pts    |
| Médaille de bronze, monde | Hallgeir Engebråten | Pays-Bas    | 36,37 (10) | 6:14,21 (5) | 1:44,09 (6) | 12:55,42 (3) | 147.258 pts    |

Femmes
| Rang                      | Athlète                   | Nationalité | 500m       | 3000m       | 1500m       | 5000m       | Points      |
| ------------------------- | ------------------------- | ----------- | ---------- | ----------- | ----------- | ----------- | ----------- |
| Médaille d'or, monde      | Joy Beune                 | Pays-Bas    | 39,17 (10) | 3:55,72 (1) | 1:52,65 (1) | 6:52,62 (1) | 157.268 pts |
| Médaille d'argent, monde  | Marijke Groenewoud        | Pays-Bas    | 38,64 (6)  | 3:57,94 (2) | 1:54,06 (5) | 6:54,04 (3) | 157.720 pts |
| Médaille de bronze, monde | Antoinette Rijpma-de Jong | Pays-Bas    | 38,35 (4)  | 4:01,05 (5) | 1:53,45 (3) | 6:58,78 (5) | 158.219 pts |

### Résultats sprint
Hommes
| Rang                      | Athlète          | Nationalité | 500m      | 1000m       | 500m      | 1000m        | Points  |
| ------------------------- | ---------------- | ----------- | --------- | ----------- | --------- | ------------ | ------- |
| Médaille d'or, monde      | Ning Zhongyan    | Chine       | 34,82 (5) | 1:07,67 (1) | 34,47 (2) | 1:07,11 (1)  | 136,680 |
| Médaille d'argent, monde  | Jenning de Boo   | Pays-Bas    | 34,65 (3) | 1:08,28 (4) | 34,27 (1) | 1:07,98 (9)  | 137,050 |
| Médaille de bronze, monde | Laurent Dubreuil | Canada      | 34,47 (1) | 1:08,31 (6) | 34,47 (2) | 1:08,84 (17) | 137,515 |

Femmes
| Rang                      | Athlète       | Nationalité | 500m      | 1000m       | 500m      | 1000m       | Points  |
| ------------------------- | ------------- | ----------- | --------- | ----------- | --------- | ----------- | ------- |
| Médaille d'or, monde      | Miho Takagi   | Japon       | 37,13 (2) | 1:13,32 (1) | 37,19 (4) | 1:13,13 (2) | 147,545 |
| Médaille d'argent, monde  | Femke Kok     | Pays-Bas    | 37,07 (1) | 1:14,35 (3) | 37,07 (1) | 1:13,57 (3) | 148,100 |
| Médaille de bronze, monde | Jutta Leerdam | Pays-Bas    | 37,41 (5) | 1:13,71 (2) | 37,57 (6) | 1:12,86 (1) | 148,265 |